# ألبرتو غونزاليس (كاتب)
ألبرتو غونزاليس هو كاتب كوبي، ولد في 17 سبتمبر 1928 في Guanabacoa ‏ في كوبا، وتوفي في 23 سبتمبر 2012 في ميامي في الولايات المتحدة.

## وصلات خارجية
- الموقع الرسمي